# Phorusrhacos
Phorusrhacos (il cui nome significa «portatore di rughe») è un genere estinto di grande uccello terricolo appartenente alla famiglia dei Phorusrhacidae, vissuto nel Miocene, circa 20-13 milioni di anni fa (Burdigaliano-Serravalliano), nell'odierna Patagonia. Soprannominato «uccello del terrore», fu uno dei più grandi uccelli carnivori mai esistiti. I più stretti parenti viventi di questi animali sono i seriema (famiglia Cariamidae), uccelli sudamericani di dimensioni notevolmente inferiori rispetto ai loro antichi parenti fossili. Secondo i paleontologi, questi uccelli abitavano e cacciavano sia nei boschi sia nelle praterie.

## Descrizione

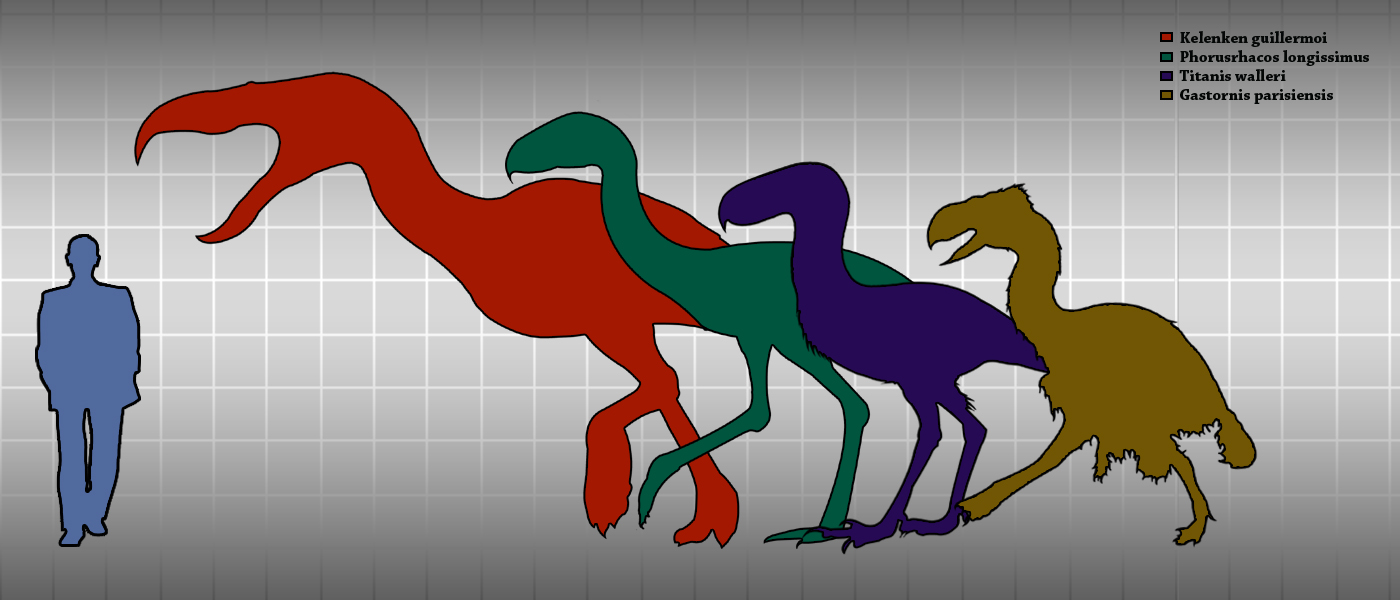
Dimensioni di Phorusrhacus, con altri phorusrhacidi come Kelenken, Titanis e il genere non imparentato e erbivoro Gastornis

Un esemplare adulto di Phorusrhacos era tra i più grandi uccelli carnivori mai esistiti, raggiungendo un'altezza compresa tra 1,40 e 2,50 metri e un peso fino a 150 kg. L'animale possedeva lunghe e potenti zampe dotate di tre dita munite di artigli ricurvi, capaci di infliggere gravi ferite. Il collo, lungo e flessibile, sosteneva una testa enorme provvista di un becco grande e robusto, terminante in un uncino con cui poteva dilaniare le prede.
Non ci sono prove dirette riguardo al piumaggio di Phorusrhacos, ma per analogia con specie affini e con i parenti viventi, si ritiene che possedesse un piumaggio aderente simile a quello dei seriema. In passato si pensava che Phorusrhacos, come altri phorusrhacidi, avesse ali dotate di artigli simili a ganci, utilizzabili come veri e propri arti per afferrare o abbattere le prede, ma le scoperte successive hanno smentito questa ipotesi. Le ali erano infatti troppo piccole e corte per avere un ruolo determinante nella caccia.
Il becco rappresentava l'arma più formidabile di questi animali. Il cranio da solo poteva raggiungere i 60 centimetri di lunghezza e terminava con una punta ad uncino. La mandibola era saldamente articolata al cranio, conferendo al becco una presa particolarmente potente. Durante la caccia, il becco poteva essere utilizzato come un'accetta, presumibilmente per rompere la spina dorsale delle vittime.

## Classificazione

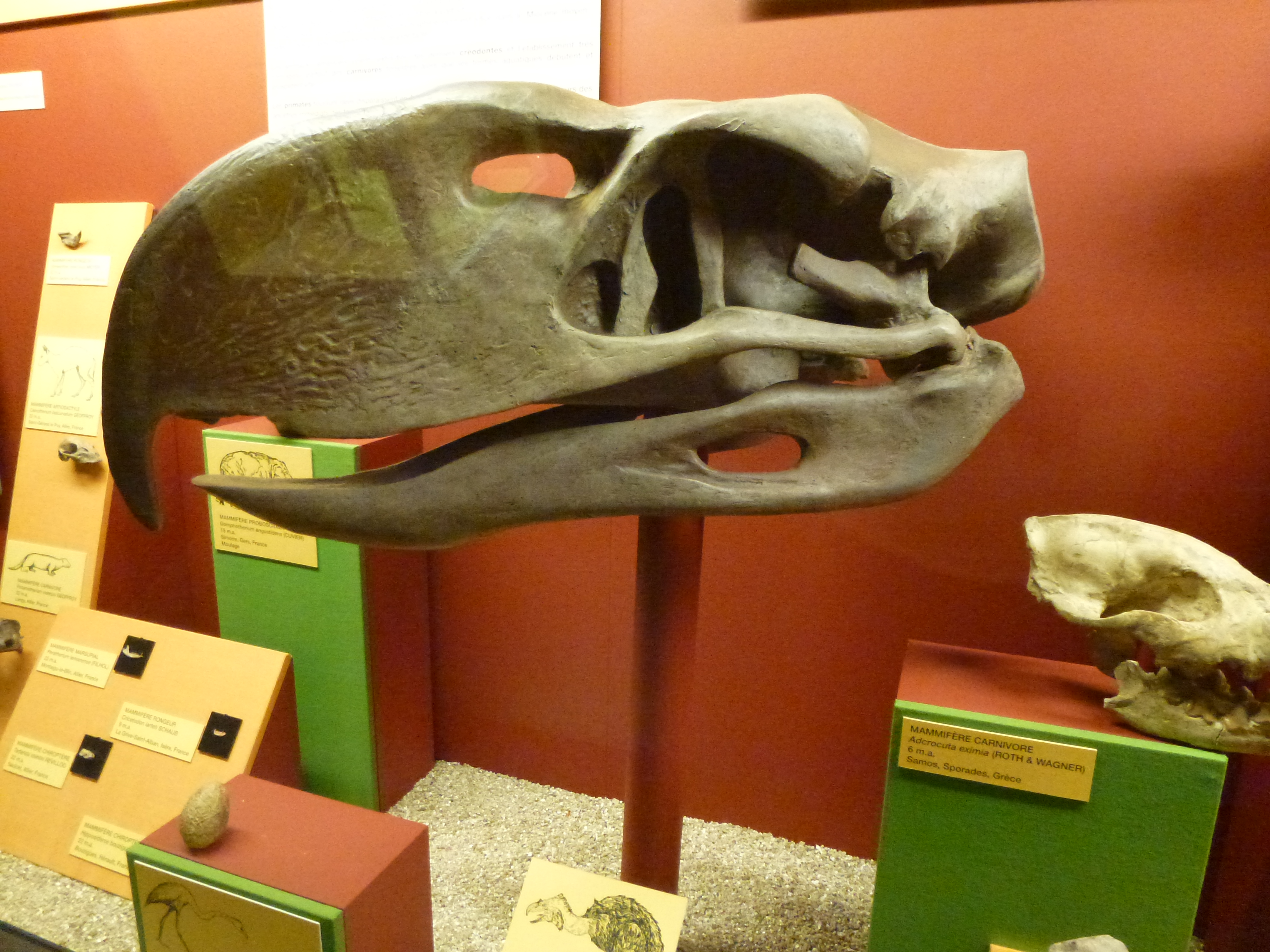
Cranio di Phorusrhacos, al Museo di storia naturale di Ginevra, Svizzera

Il Phorusrhacos appartiene e dà il nome ai Phorusrhacidae, una famiglia di grandi uccelli predatori incapaci di volare, ma ottimi corridori, caratterizzati da grandi becchi uncinati. I ricercatori hanno spesso confrontato i phorusrhacidi con gli animali viventi loro più vicini, come i Cariamidae (seriema) e i Sagittaridae (uccello segretario), ma le enormi differenze di massa corporea rendono questi confronti solo parzialmente utili per ricostruirne l'aspetto e le abitudini.

### Sinonimi

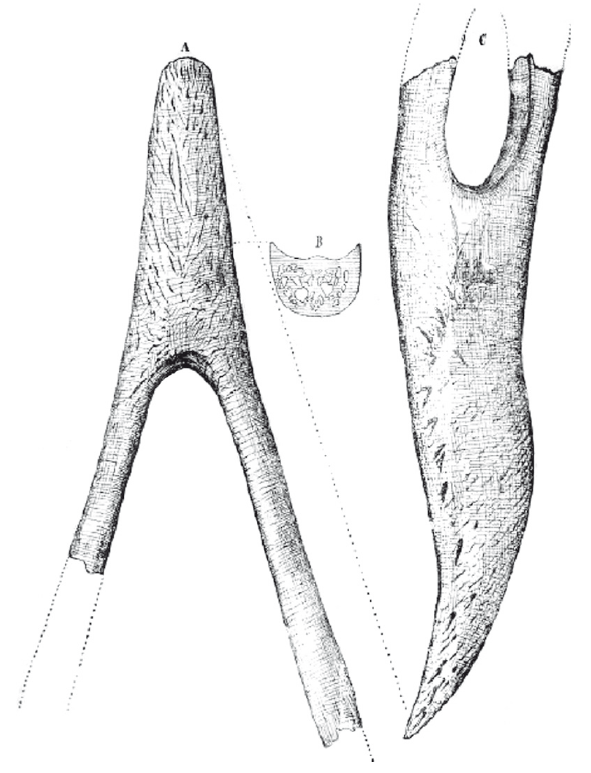
Illustrazione dell'olotipo di P. longissimus, una mandibola parziale, ritrovata da Ameghino (1887)

Sono stati proposti diversi sinonimi sia per il genere sia per la specie:
Genere
- Phorusrhacos Ameghino, 1887
- Phororhacos Ameghino, 1889
- Mesembriornis Moreno, 1889
- Stereornis Moreno & Mercerat, 1891
- Darwinornis Moreno & Mercerat, 1891
- Owenornis Moreno & Mercerat, 1891
- Titanornis Mercerat, 1893
- Callornis Ameghino, 1895
- Liornis Ameghino, 1895
- Eucallornis Ameghino, 1901

Il nome originario è comunemente storpiato in «Phorusrhacus».
Specie
- Phororhacos longissimus Ameghino, 1889
- Stereornis rollieri Moreno & Mercerat, 1891
- Stereornis gaundryi Moreno & Mercerat, 1891
- Mesembriornis studeri Moreno & Mercerat, 1891
- Mesembriornis quatrefragesi Moreno & Mercerat, 1891
- Darwinornis copei Moreno & Mercerat, 1891
- Darwinornis zittelli Moreno & Mercerat, 1891
- Darwinornis socialis Moreno & Mercerat, 1891
- Owenornis affinis Moreno & Mercerat, 1891
- Owenornis lydekkeri Moreno & Mercerat, 1891
- Phororhacos sehuensis Ameghino, 1891
- Phororhacos platygnathus Ameghino, 1891
- Titanornis mirabilis Mercerat, 1893
- Callornis giganteus Ameghino, 1895
- Liornis floweri Ameghino, 1895
- Eucallornis giganteus Ameghino, 1901
- Liornis minor Dolgopol de Saez, 1927

## Storia della scoperta

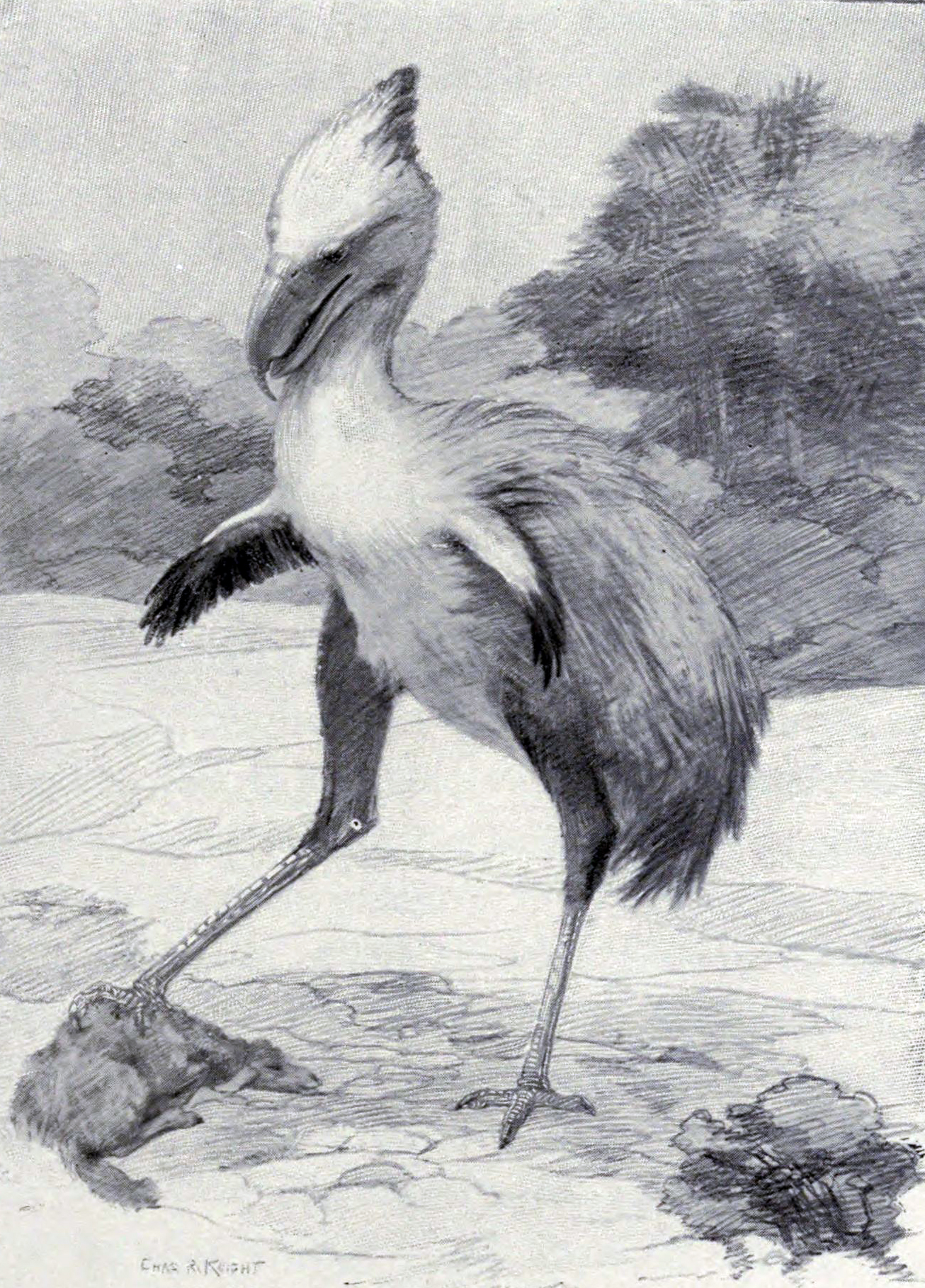
Ricostruzione di Phorusrhacos, di Charles R. Knight (1901)

Tra le ossa rinvenute negli strati della Formazione Santa Cruz (oggi attribuita al Miocene medio), Florentino Ameghino, nel 1887, identificò un frammento di mandibola che inizialmente attribuì a un mammifero xenartrio, battezzandolo e descrivendolo come Phorusrhacos longissimus.
Il nome generico, Phorusrhacos, deriva dal greco antico  φόρος (phoros), «portatore», e ῥάκος (rhakos), «straccio» o «rugoso», probabilmente in riferimento alla superficie rugosa della mandibola. Quando la derivazione originale non fu compresa, vennero avanzate altre traduzioni, come «ladro di rughe» o «portatore di rugosità», tutte basate sull'errato presupposto che il nome derivasse dal greco rhakis («succursale»). Il nome specifico, longissimus, deriva invece dal latino e significa «lunghissimo», sempre in riferimento alle mandibola inferiore.
L'olotipo di questo animale è costituito solo da una porzione della mandibola, catalogata come campione MLP-118 (oggi conservato al Museo de La Plata). Nel 1889 Ameghino propose un nuovo nome, Phororhacos, più corretto dal punto di vista grammaticale, ma il nome originario mantiene la priorità nomenclaturale.
Soltanto nel 1891, grazie a resti fossili più completi, l'animale fu finalmente riconosciuto come un uccello. I resti di Phorusrhacos sono stati ritrovati in diverse località della provincia di Santa Cruz, in Argentina.

## Paleobiologia
I paleontologi ritengono che Phorusrhacos, insieme ad altri animali simili, vivesse e cacciasse sia nei boschi sia nelle praterie. I suoi metodi di caccia probabilmente ricordavano quelli dei moderni serpentari africani: l'animale si avvicinava furtivamente alla preda – che poteva essere, ad esempio, una Macrauchenia o un Hipparion – e poi si lanciava su di essa a grande velocità. Si stima che la velocità massima raggiungibile in corsa da Phorusrhacos fosse intorno ai 70 km/h. Una volta raggiunta la vittima, il predatore fletteva il collo e colpiva con la punta uncinata del becco i punti vitali dell'animale. Studi biomeccanici recenti indicano che il collo di questi uccelli era particolarmente adatto a sopportare trazioni e sollecitazioni verticali più che orizzontali. Dopo aver immobilizzato la preda, Phorusrhacos la finiva con il becco o con gli artigli delle zampe, cibandosi poi della carcassa che teneva ferma con gli artigli mentre la dilaniava. È inoltre probabile che questi uccelli ricoprissero anche il ruolo di spazzini, nutrendosi non solo di prede vive ma anche di carcasse.
Un'analisi dettagliata dell'habitat dei phorusrhacidi suggerisce che questi animali rappresentassero una minaccia significativa e una spietata concorrenza per i mammiferi marsupiali predatori sparassodonti, come i borhyaenidi e i thylacosmilidi, costringendo questi ultimi a rifugiarsi in ambienti con vegetazione più densa per evitare il confronto diretto con i phorusrhacidi, che invece prediligevano le pianure aperte.

### Estinzione
Tra circa 27 e 2,5 milioni di anni fa si verificò un notevole aumento nella popolazione dei phorusrhacidi in Sud America, indicando che in questo intervallo di tempo questi animali furono i superpredatori incontrastati dei loro ecosistemi.
Sebbene le cause della loro estinzione siano ancora oggetto di dibattito, tradizionalmente si è pensato che la scomparsa degli «uccelli del terrore» coincidesse con l'emersione dell'istmo di Panama, evento che permise ai mammiferi predatori nordamericani di colonizzare il Sud America, entrando in competizione con Phorusrhacos e con gli altri phorusrhacidi, che avrebbero così perso la competizione ed estinto la loro linea evolutiva.
Questa ipotesi è però stata in parte superata, dal momento che i Bathornithidi – uccelli simili per anatomia e comportamento ai phorusrhacidi – vissero a lungo in Nord America senza essere spazzati via dai mammiferi carnivori. Inoltre, diversi phorusrhacidi, come Titanis, migrarono in Nord America durante lo scambio faunistico e riuscirono a convivere per milioni di anni con grandi canidi e felidi, come Xenosmilus hodsonae, dimostrando di poter sostenere la concorrenza dei grandi mammiferi predatori placentati. L'ipotesi oggi più accreditata per l'estinzione di Phorusrhacos è quindi da ricondursi ai bruschi cambiamenti climatici e ambientali che caratterizzarono la fine del periodo.
Alcuni paleontologi hanno anche suggerito che Phorusrhacos e gli altri phorusrhacidi, come molta della megafauna del Pleistocene, possano essere stati portati all'estinzione dalle attività umane. Tuttavia, questa idea non è più considerata valida, poiché gli ultimi phorusrhacidi si estinsero più di un milione di anni prima dell'evoluzione degli esseri umani.

## Nella cultura di massa

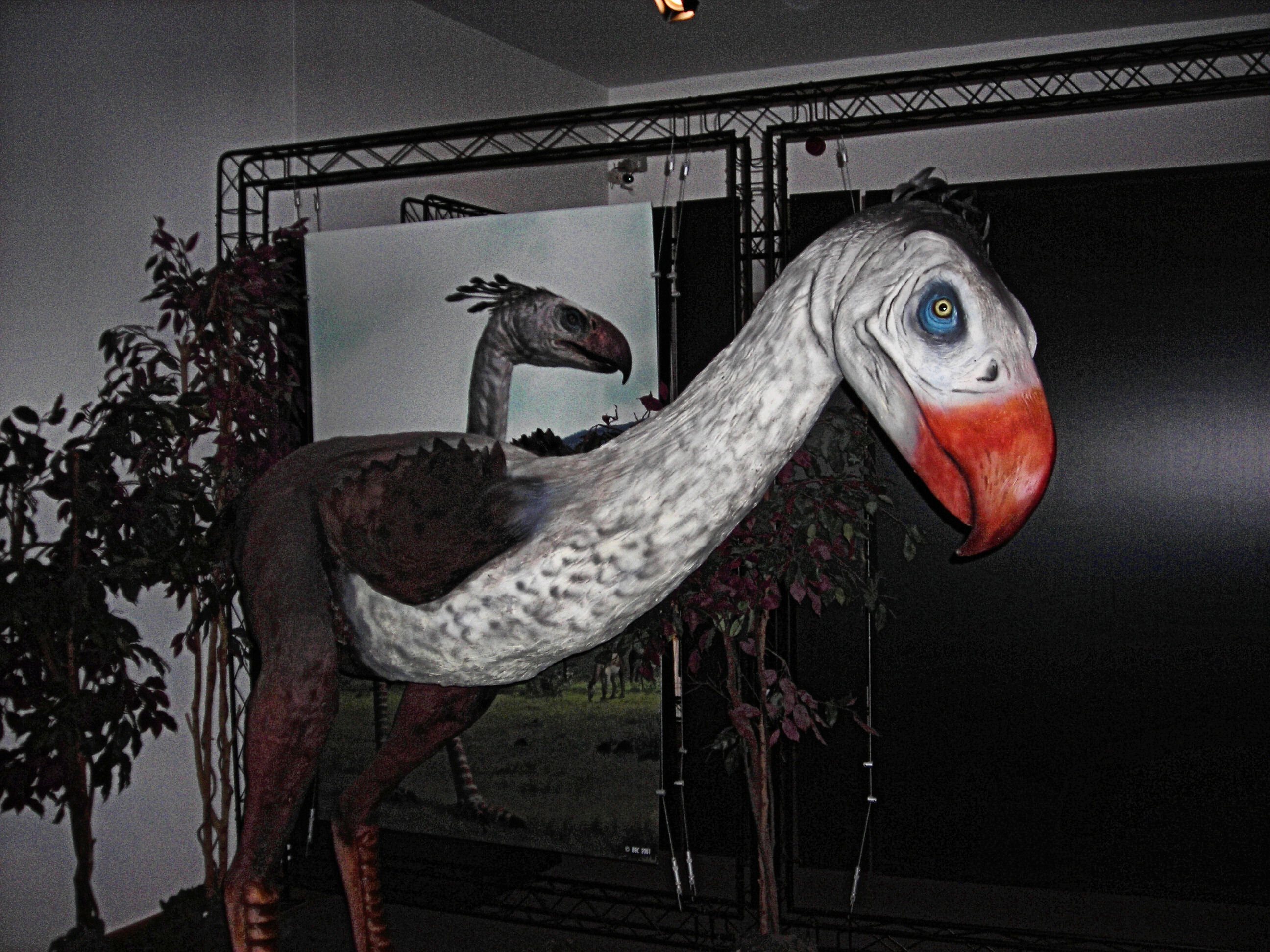
Ricostruzione museale del Phorusrhacos che appare nell'episodio Sabre Tooth de I predatori della preistoria

Sin dal XIX secolo, il Phorusrhacos è stato uno degli animali preistorici più celebri e riconoscibili, nonostante il numero relativamente esiguo di fossili ritrovati. Proprio per la sua fama, l'animale è comparso in numerosi libri, racconti, videogiochi, documentari, film e serie televisive:
- il Phorusrhacos è una delle creature che infestano l'altopiano dei dinosauri nel romanzo Il mondo perduto di Arthur Conan Doyle, e appare anche tra le specie del continente di Pellucidar nell'omonimo romanzo di Edgar Rice Burroughs;
- è protagonista di un episodio del documentario BBC I predatori della preistoria (Walking with Beasts) e compare anche nella serie Prehistoric Park, dove il conduttore Nigel Marven riesce a salvare un esemplare dall'estinzione;
- il Phorusrhacos appare nel film 10.000 AC (2008), sebbene le sue dimensioni siano fortemente esagerate rispetto alla realtà;
- un gruppo di Phorusrhacos è presente nella terza e quarta stagione della serie Primeval;
- l'animale compare nei videogiochi Jurassic World: il gioco e Jurassic World Alive, con un design che ricorda vagamente quello adottato nel documentario BBC;
- varie apparizioni o cameo si trovano anche nei film Viaggio nella preistoria e L'isola misteriosa.

Nel documentario fantascientifico della BBC Animali del futuro (The Future Is Wild), compare inoltre un uccello terricolo predatore futuristico chiamato Carakiller, fortemente ispirato al Phorusrhacos.